# Kuse Kahriz
Kuse Kahriz – wieś w Iranie, w ostanie Azerbejdżan Zachodni, w szahrestanie Mahabad. W 2006 roku liczyła 1875 mieszkańców.